# Ubaldo Martínez
 (avril 2025).
Ubaldo Martínez né le 16 mai 1909 à Montevideo, mort le 24 décembre 1977 à Buenos Aires, est un acteur argentino-uruguayen qui effectue sa carrière dans le cinéma et la télévision argentin. 
Il commence sa carrière artistique vers la fin des années 1940, en tournant avec les plus importants réalisateurs de l'époque, comme Lucas Demare. Sa notoriété vient avec un rôle principal dans Alto Paraná de Catrano Catrani, basé sur un scénario original de Velmiro Ayala Gauna (es). Son interprétation comme commissaire Don Frutos Gómez connaît un énorme succès et, trois ans plus tard, il reprend le rôle de Don Frutos Gómez, sous la direction de Rubén Cavallotti. Au cours des années 1960, il est présent sur les grands et petits écrans. Il a une large audience dans Mis hijos y yo, scénarisé par Hugo Moser (es). Il participe à la série de théâtre et de cinéma promue par Francisco Petrone (es) sur Channel 7, partageant l'affiche avec José Cibrián (es), Pepe Soriano (es) et Ana María Campoy (es). Dans les années 1970, il poursuit sa carrière et meurt à l'âge de 68 ans, victime d'un cancer bronchique.

## Filmographie

### Années 1940
- 1949 : Historia del 900 (es)

### Années 1950
- 1952 : Bárbara atómica (es)
- 1953 : Intermezzo criminal (es)
- 1953 : Fin de mes (es)
- 1953 : Dock Sud (es)
- 1954 : Barrio gris (es)
- 1954 : Sucedió en Buenos Aires (es)
- 1955 : Música, alegría y amor (es)
- 1955 : El curandero (es)
- 1956 : Section des disparus
- 1956 : Sangre y acero (es)
- 1958 : Alto Paraná : Don Frutos Gómez
- 1959 : El negoción (es)
- 1959 : Evangelina

### Années 1960
- 1960 : Álamos talados (es)
- 1961 :  Libertad bajo palabra (es)
- 1961 : Tiernas ilusiones (es)
- 1961 : Don Frutos Gómez (es)
- 1962 : Dar la cara (es)
- 1962 : El último piso (es)
- 1962 : El televisor
- 1962 : Misión 52 (es)
- 1963 : Le Retour de Marcellino
- 1963 : La familia Falcón (es)
- 1963 : La fin del mundo (es)
- 1964 : Buenas noches, Buenos Aires (es)
- 1964 : Los evadidos
- 1964 : El demonio en la sangre (es)
- 1965 : Ritmo nuevo y vieja ola (es)
- 1965 : Convención de vagabundos (es)
- 1965 : Bicho raro (es)
- 1965 : Esta noche mejor no (es)
- 1966 : Pimienta (es)
- 1966 : Buenos Aires, verano 1912 (es)
- 1967 : Ya tiene comisario el pueblo (es) : Lorenzo Paniagua
- 1967 : ¡Al diablo con este cura! (es) : Monseñor Ramón Maciel
- 1967 : ¡Esto es alegría! (es) : Comodoro Valdez
- 1968 : El novicio rebelde (es) : Pedro Gregorio
- 1968 : El derecho a la felicidad (es) : Don Andrés
- 1969 : Las aventuras de Marcelo (es)

### Années 1970
- 1970 : Una cabaña en la pampa (es)
- 1970 : Un elefante color ilusión (es)
- 1970 : Pimienta y Pimentón (es)
- 1970 : Amalio Reyes, un hombre (es)
- 1971 : Vuelvo a vivir...vuelvo a cantar (es)
- 1972 : La pandilla inolvidable (es)
- 1972 : Estoy hecho un demonio (es)
- 1973 : Hipólito y Evita (es)
- 1973 : Adiós Alejandra (es)
- 1974 : La Mary
- 1975 : Un mundo de amor (es)
- 1977 : Crecer de golpe (es)

### Années 1990
- 1996 : La frontera olvidada

### Années 2020
- 2020 : Tierra de Salvajes